# Georg Sauerwein
Georg Julius Justus Sauerwein (ngày 15 tháng 1 năm 1831 tại Hanover - 16 tháng 12 năm 1904 tại Christiania (nay là Oslo) là một nhà xuất bản, người biết nhiều thứ tiếng, nhà thơ và nhà ngôn ngữ học người Đức. Ông được chôn cất tại Gronau.
Sauerwein là thần đồng ngôn ngữ lớn vào thời kỳ của ông và giỏi tới khoảng 75 ngôn ngữ. Cha ông từng là một mục sư Tin Mừng ở Hanover, Schmedenstedt và Gronau. Từ 1843-1848 Sauerwein học trường trung học ở Hanover. Ở tuổi 17, ông đã nghiên cứu ngôn ngữ học và Thần học tại Göttingen, nhưng ngưng nghiên cứu vào năm 1851 mà không có bằng cấp nào. Ở tuổi 24, ông xuất bản một cuốn từ điển tiếng Anh-Thổ Nhĩ Kỳ. Năm 1873 ông được bổ nhiệm Tiến sĩ danh dự của Đại học Göttingen.

## Các ngôn ngữ ông dùng được
Ngoài ngôn ngữ mẹ là tiếng Đức, Sauerwein có thể đọc, viết và nói, khoảng 75 ngôn ngữ, ít nhất là như sau:
Tiếng Latin, tiếng Hy Lạp cổ đại, tiếng Hy Lạp hiện đại, tiếng Hebrew, tiếng Pháp, tiếng Ý, tiếng Tây Ban Nha, tiếng Basque, tiếng Bồ Đào Nha, tiếng Anh, tiếng Wales, tiếng Cornwall, tiếng Ireland, tiếng Gael Scotland, tiếng Gael Man, tiếng Hà Lan, tiếng Đan Mạch, tiếng Iceland, tiếng Na Uy, tiếng Thụy Điển, tiếng Sami, tiếng Phần Lan, tiếng Estonia, tiếng Latvia, tiếng Litva, tiếng Ba Lan, tiếng Nga, tiếng Belarus, tiếng Ucraina, tiếng Séc, tiếng Slovakia, tiếng Bulgaria, tiếng Sorbia, tiếng Serbia, tiếng Croatia, tiếng Hungary, tiếng Rumani, tiếng Albania, tiếng Thổ Nhĩ Kỳ, tiếng Azerbaijan, tiếng Chuvash (một ngôn ngữ Turk), tiếng Tamil, tiếng Kashgar (nói ở Siberia, tương tự với ngôn ngữ của Uzbekistan), Kumyk (nói ở Siberia), tiếng Ba Tư, tiếng Armenia, tiếng Gruzia, tiếng Phạn, tiếng Digan, tiếng Hindustan, tiếng Ethiopia, tiếng Tigrinya (một ngôn ngữ khác của Ethiopia), tiếng Copt hay tiếng Ai Cập Cổ, tiếng Ả rập, tiếng Malagasy (ngôn ngữ của Madagascar), tiếng Mã Lai, tiếng Samoa, tiếng Hawaii, các tiếng địa phương khác nhau của tiếng Trung, và Aneityum (một ngôn ngữ được nói ở New Hebrides).